# イリーナ・コルシュノフ
イリーナ・コルシュノフ（Irina Korschunow、1925年12月31日 - 2013年12月31日）は、ドイツの児童文学作家。

## 概略
ドイツのシュテンダールに生まれる。ミュンヘンに住み、はじめジャーナリスト、のち児童文学の作家となった。1958年に第一作を書き、1978年の『だれが君を殺したのか』（原題：クリストフの事件）で初めて高学年向きの作品を書き、ドイツ女医連盟から銀の羽賞を受ける。『彼の名はヤン』でドイツ児童図書賞を受賞。日本ではコルシュノウと表記されたこともあるが現在はコルシュノフとされる。

## 日本語訳
- 『ぼくよわむしじゃない』イリーナ・コルシュノウ作, かんざきいわお訳, 花之内雅吉 絵. さ・え・ら書房, 1979.10
- 『まほうをわすれたおたふく魔女』コルシュノウ作, 塩谷太郎訳, 岡本颯子 絵. 岩崎書店, 1981.7
- 『だれが君を殺したのか』イリーナ・コルシュノウ作, 上田真而子訳. 岩波書店, 1983.5
- 『マクシィぼうやのいえで』イリーナ・コルシュノウ作, 若林ひとみ訳, 倉橋達治 絵. 金の星社, 1984.10
- 『だから、ぼくは強いクマなんだ』イリーナ・コルシュノウ作, 虎頭恵美子訳, ペーター・レップ絵. 大日本図書, 1985.2
- 『ティナのおるすばん』石川素子訳, 小林健一絵. 福武書店, 1987.10 矢島眞澄絵. 徳間書店, 2002.7
- 『緑の髪の小人バブッシェル』酒寄進一訳、堤直子絵　講談社青い鳥文庫
  1. (魔法がつかえた!)　1987
  2. (ぬすまれた魔法の本)  1987.12
  3. (わんぱくブッシェル)  1988.3
- 『みなしごギツネ』ラインハルト・ミヒル 絵, 遠山明子訳. 福武書店, 1988.5
- 『小さなペルツ』酒寄進一訳, ラインハルト・ミヒル絵. 講談社, 1988.6
- 『大きくなりたい小さなペルツ』酒寄進一訳, ラインハルト=ミヒル絵. 講談社, 1988.9
- 『ちびドラゴンのおくりもの』酒寄進一訳, 伊東寛絵. 国土社, 1989.5
- 『ゼバスチアンからの電話』石川素子,吉原高志共訳. 福武書店, 1990.3　白水社、2014
- 『マレンカ』酒寄進一訳. 福武書店, 1991.6
- 『モジャクマくんのいえで』酒寄進一訳, ラインハルト=ミヒル絵. 講談社, 1991.7
- 『ウーヌーグーヌーがきた!』イリーナ・コルシュノウ作, 松沢あさか訳. さ・え・ら書房, 1994.4
- 『彼の名はヤン』上田真而子訳. 徳間書店, 1999.3